# Liga 1 2019 (Indonesia)
La Liga 1 2019 è stata la 10ª edizione della massima serie del campionato indonesiano di calcio, disputata tra il 15 maggio e il 22 dicembre 2019.

## Squadre partecipanti
| Squadra            | Città          |
| ------------------ | -------------- |
| Arema              | Malang         |
| Badak Lampung      | Bandar Lampung |
| Bali Utd           | Gianyar        |
| Barito Putera      | Martapura      |
| Bhayangkara        | Giacarta       |
| Borneo             | Samarinda      |
| Kalteng Putra      | Palangka Raya  |
| Madura Utd         | Pamekasan      |
| Persebaya Surabaya | Surabaya       |
| Persela Lamongan   | Lamongan       |
| Persib             | Bandung        |
| Persija            | Giacarta       |
| Persipura          | Jayapura       |
| PSIS Semarang      | Magelang       |
| PSM Makassar       | Makassar       |
| PSS Sleman         | Sleman         |
| Semen Padang       | Padang         |
| Persikabo 1973     | Cibinong       |

## Giocatori stranieri
La Federazione calcistica dell'Indonesia ha limitato il numero di giocatori stranieri a quattro per squadra, incluso uno slot per un giocatore dei paesi appartenenti all'AFC. Una squadra può usare tutti e quattro i giocatori stranieri contemporaneamente.
- I nomi dei giocatori in grassetto indica che il giocatore è stato registrato durante la finestra di trasferimento di metà stagione.
- Gli ex giocatori sono giocatori che uscivano dalla squadra o lasciavano la squadra durante la stagione, dopo la finestra di trasferimento pre-stagione o nella finestra di trasferimento di metà stagione, e avevano almeno fatto una presenza.

| Squadra        | Giocatore 1         | Giocatore 2           | Giocatore 3         | Giocatore asiatico  | Ex giocatori                                 |
| -------------- | ------------------- | --------------------- | ------------------- | ------------------- | -------------------------------------------- |
| Arema          | Arthur Cunha        | Makan Konaté          | Sylvano Comvalius   | Takafumi Akahoshi   | Pavel Smolyachenko                           |
| Badak Lampung  | Fernandinho         | Marquinhos Carioca    | Bojan Mališić       | Antony Golec        | Torres Kunihiro Yamashita                    |
| Bali United    | Willian Pacheco     | Melvin Platje         | Paulo Sérgio        | Brwa Nouri          |                                              |
| Barito Putera  | Cássio              | Rafael Silva          | Torres              | Kōsuke Uchida       | Artur Vieira Lucas Silva Yoo Jae-hoon        |
| Bhayangkara    | Anderson Salles     | Bruno Matos           | Hedipo              | Lee Yoo-joon        | Ramiro Fergonzi Flávio Beck                  |
| Borneo         | Matías Conti        | Renan Silva           | Juan Alsina         | Javlon Guseynov     | Jan Lammers                                  |
| Kalteng Putra  | David Bala          | Eydison               | Rafael Bonfim       | Takuya Matsunaga    | Diogo Campos Hedipo Yoo Hyun-goo             |
| Madura United  | Diego Assis         | Jaimerson             | Aleksandar Rakić    | Ante Bakmaz         | Zah Rahan Krangar                            |
| Persebaya      | David da Silva      | Diogo Campos          | Otávio Dutra        | Aryn Williams       | Damián Lizio Amido Baldé Manučechr Džalilov  |
| Persela        | Alex Gonçalves      | Demerson              | Rafinha             | Kei Hirose          | Mawouna Amevor                               |
| Persib         | Ezechiel N'Douassel | Kevin van Kippersluis | Nick Kuipers        | Omid Nazari         | Bojan Mališić Rene Mihelič Artur Geworkýan   |
| Persija        | Xandão              | Marko Šimić           | Joan Tomás          | Rohit Chand         | Bruno Matos Steven Paulle                    |
| Persipura      | André Ribeiro       | Mamadou Samassa       | Ibrahim Conteh      | Oh In-kyun          |                                              |
| PSIS           | Bruno Silva         | Claudir               | Wallace Costa       | Jonathan Cantillana | Patrick Mota Shohei Matsunaga Sílvio Escobar |
| PSM            | Amido Baldé         | Marc Klok             | Wiljan Pluim        | Aaron Evans         | Eero Markkanen                               |
| PSS            | Guilherme Batata    | Alfonso de la Cruz    | Yevhen Bokhashvili  | Brian Ferreira      |                                              |
| Semen Padang   | Flávio Beck         | Vanderlei             | Karl Max Barthélémy | Yoo Hyun-goo        | Shukurali Pulatov José Sardón Mario Barcia   |
| TIRA-Persikabo | Ciro Alves          | Louise Parfait        | Loris Arnaud        | Churšed Beknazarov  |                                              |

## Classifica
Aggiornata al 30 ottobre 2019.
|       | Pos. | Squadra            | Pt | G  | V  | N  | P  | GF | GS | DR  |
| ----- | ---- | ------------------ | -- | -- | -- | -- | -- | -- | -- | --- |
|       | 1.   | Bali Utd           | 54 | 23 | 17 | 3  | 3  | 37 | 21 | +16 |
|       | 2.   | Madura Utd         | 44 | 25 | 12 | 8  | 5  | 43 | 25 | +18 |
|       | 3.   | Borneo             | 41 | 24 | 10 | 11 | 3  | 41 | 27 | +14 |
|       | 4.   | Persipura          | 40 | 23 | 11 | 7  | 5  | 36 | 24 | +12 |
|       | 5.   | PSS Sleman         | 39 | 25 | 10 | 9  | 6  | 34 | 32 | +2  |
|       | 6.   | Arema              | 38 | 24 | 11 | 5  | 8  | 47 | 38 | +9  |
|       | 7.   | Persikabo 1973     | 37 | 25 | 9  | 10 | 6  | 43 | 39 | +4  |
| [ 1 ] | 8.   | PSM Makassar       | 33 | 23 | 10 | 3  | 10 | 32 | 28 | +4  |
|       | 9.   | Persebaya Surabaya | 31 | 25 | 7  | 10 | 8  | 35 | 33 | +2  |
|       | 10.  | Bhayangkara        | 31 | 25 | 7  | 10 | 8  | 33 | 31 | +2  |
|       | 11.  | Persib             | 31 | 24 | 7  | 10 | 7  | 30 | 31 | −1  |
|       | 12.  | Barito Putera      | 26 | 25 | 6  | 8  | 11 | 36 | 45 | −9  |
|       | 13.  | PSIS Semarang      | 25 | 24 | 6  | 7  | 11 | 17 | 29 | −12 |
|       | 14.  | Persija            | 24 | 23 | 5  | 9  | 9  | 21 | 26 | −5  |
|       | 15.  | Persela Lamongan   | 23 | 24 | 5  | 8  | 11 | 31 | 37 | −6  |
|       | 16.  | Kalteng Putra      | 23 | 24 | 6  | 5  | 13 | 25 | 39 | −14 |
|       | 17.  | Badak Lampung      | 23 | 25 | 5  | 8  | 12 | 21 | 46 | −25 |
|       | 18.  | Semen Padang       | 22 | 25 | 5  | 7  | 13 | 22 | 33 | −11 |

Legenda:
      Campione dell'Indonesia e ammessa all'AFC Champions League 2020.
      Ammesse alla Coppa dell'AFC 2020.
      Retrocesse in Liga 2 2020.
Note:
Tre punti a vittoria, uno a pareggio, zero a sconfitta.
In caso di arrivo di due o più squadre a pari punti, la graduatoria finale verrà stilata secondo la classifica avulsa tra le squadre interessate che prevede, in ordine, i seguenti criteri:
- Punti negli scontri diretti
- Differenza reti negli scontri diretti
- Differenza reti generale
- Reti realizzate in generale
- Sorteggio